# Frédéric Joüon des Longrais
Frédéric Joüon des Longrais, né le 24 avril 1892 à Rennes, Ille-et-Vilaine, et mort le 13 février 1975 à Cannes, est un historien français, spécialiste du droit médiéval anglais, français et japonais.

## Biographie
Frédéric Joüon des Longrais est né dans une famille d'ancienne bourgeoisie originaire de Bretagne issue de Jean Joüen, sieur de La Brosse (né en 1590), bourgeois de Poligné, (Ille-et-Vilaine). *René Joüon, sieur du Bas-Feil (1636-1690), était notaire et procureur fiscal à Poligné. *Thomas Joüon (1695-1738), était sénéchal, procureur fiscal de La Cochetière.
Frédéric Joüon des Longrais est né à Rennes le 24 avril 1892. Il est le fils de Frédéric-Louis-Marie Joüon des Longrais (1841-1918), (École des Chartes-Promo-1880), archiviste-paléographe, président de la Société archéologique et historique d'Ille-et-Vilaine, et de Marie-Louise Potier de La Ferrière.

### Carrière
Voyageant à plusieurs reprises dans son enfance (Espagne, Italie...), il fit ses études dans sa ville natale, obtenant deux licences ès lettres et en droit et intégra avec succès l’École des chartes en 1913. Malgré l’interruption de ses études lors  de la guerre, il put achever ses études et obtint le diplôme d’archiviste paléographe en 1920. Poursuivant ses travaux dans l’étude du droit anglais, français et breton, et du droit historique au Moyen Âge, il obtint un doctorat en droit à la faculté de Paris en 1924. Il bénéficia de l’enseignement de professeurs anglais à Oxford durant ses études.
Il orienta ainsi la première partie de sa carrière sur l’étude du droit anglais, gagnant une certaine renommée qui lui valut ultérieurement la chaire de droit civil et canonique de l’École des chartes en 1946, où il avait eu l’occasion d’enseigner dès 1923. Dès lors, il partagea son temps de recherche entre la France et l’Angleterre, où il donnait des conférences notamment à Oxford et Cambridge. En 1934, il prit également part à la mission Jacques Cartier au Canada.
La deuxième partie de son parcours académique prit une nouvelle trajectoire en se tournant vers l’Asie de l'Est, et principalement le Japon. Il avait en effet effectué un long voyage en Asie de l’Est au lendemain de sa thèse, qui lui avait inspiré un ouvrage précis en 1927, Extrême Asie, de Yokohama à Singapore, ainsi que Jeune Chine et Japon moderne en 1934. Il avait pris alors de nombreux contacts avec des juristes locaux, afin de nourrir sa compréhension de l’archipel, comme Naojirō Sugiyama et Saburō Yamada. Par suite, il fut nommé en 1939 directeur de la Maison franco-japonaise à Tokyo et séjourna sept ans sur l’archipel. Il put s’intéresser à diverses sources historiques en langue locale malgré les vicissitudes dues à la guerre, qui l’obligèrent à se réfugier dans les régions montagneuses au nord de Tokyo. Il dut également après la guerre plaider pour le maintien d'une double gouvernance (France et Japon) de la Maison franco-japonaise. Ce séjour lui inspira en 1958 sa monographie L’Est et l’Ouest, sous-titrée Six Études de sociologie juridique ; il y développa ses travaux passés sur le pays du soleil levant. Plusieurs autres études du Japon, notamment médiéval (époque de Kamakura et des samouraïs), vinrent s’ajouter à la somme de ses publications, parfois en japonais.
Frank, Boussard, Pocquet du Haut-Jussé ou McAleavy évoquent tous son intérêt et son amour du Japon, et soulignent que les impressions nées de son séjour sur l’archipel l’ont si fortement marqué qu’elles sous-tendirent longtemps toute son œuvre, n’hésitant pas désormais à comparer les institutions et le droit japonais, français et anglais, en regard des mœurs et des hommes. Son ouvrage L’Est et l’Ouest s’inscrit pleinement dans cette nouvelle approche féconde. Ses publications durant les quelque deux décennies qui suivirent son séjour lui apportèrent une réputation mondiale. Il opéra dans son dernier ouvrage publié, Tashi, le roman de celle qui épousa deux empereurs (Nidai no Kisaki) (1140-1202), la convergence et la synthèse de l’ensemble de ses travaux et de ses conceptions.

### Fin de vie
Il meurt le 13 février 1975 à Cannes, et ses obsèques se déroulent à Rennes, sa ville natale.

## Restauration du fort la Latte
Passionné d'archéologie, Frédéric Joüon des Longrais s'est rendu acquéreur de la forteresse médiévale de fort la Latte, près du cap Fréhel, (Côtes-d'Armor) dont il a entrepris la restauration.

## Récompenses
Il fut élu membre honoraire de l’Académie du Japon en 1952, décoré par l’empereur du cordon de l’ordre du Soleil levant en 1954 et nommé docteur honoris causa de l’université de Kyūshū en 1966. En France, il fut nommé chevalier de la Légion d’honneur en 1952 (officier en 1960), président de la Société de l’École des chartes en 1962, et obtint la médaille d’argent du CNRS en 1968.

## Principales publications
Sur l’Angleterre et le droit anglais
- La Conception anglaise de la saisine du XIIe au XIVe siècle, Paris : Recueil Sirey, 1925 (thèse de droit de la faculté de Paris, prix Saintour de l’Académie des inscriptions et belles-lettres)
- La Portée politique des réformes d’Henry II en matière de saisine, Paris : Recueil Sirey, 1936
- La Tenure en Angleterre au Moyen Âge, Bruxelles : Nouvelle Société d’Éditions, 1938
- Les Moines de l’abbaye Saint-Melaine de Rennes en Angleterre : les chartes du prieuré d’Hatfield Regis, Paris : [s.n.], 1955
- Le Droit criminel anglais au Moyen Âge : 1066-1485, Paris : Sirey, 1956
- Henry II and his justiciars: had they a political plan in their reforms about seisin ?, Limoges : Impr. A. Bontemps, 1961 (conférence)
- Le Statut de la femme en Angleterre dans le droit commun médiéval, Bruxelles : Les éd. de la Libr. encyclopédique, 1962
- La Preuve en Angleterre depuis 1066, Bruxelles : Ed. de la librairie encyclopédique, 1965

Sur le Japon
- Extrême-Asie, de Yokohama à Singapore, Paris : Éditions Pierre Roger, 1927
- Jeune Chine et Japon moderne, Paris : F. Lanore, 1934
- Bibliographie des principales publications périodiques de l’Empire japonais, Tokyo : Maison franco-japonaise, 1941
- Âge de Kamakura, Tokyo : Maison franco-japonaise, 1950
- Au Japon, chevalerie de l’Est et de l’Ouest : esquisse de sociologie comparée, [S.l] : [S.n], 1956
- La Condition de la femme au Japon au XIIe et au XIIIe siècles d’après le Iwashimizu Monogatari, Bruxelles : La librairie encyclopédique, 1959
- Tashi, le roman de celle qui épousa deux empereurs (Nidai No Kisaki) (1140-1202), Tokyo : Maison franco-japonaise, 1965-1969 (deux volumes, prix Gustave Chaix d’Est-Ange de l’Académie des sciences morales et politiques)

Sur la France, la Bretagne et le droit français et romain
- Un manuscrit des "Questiones" de Jean Lecoq, Paris : Recueil Sirey, 1921
- Deux traits caractéristiques de la coutume de Bretagne concernant les successions, Rennes : Imp. Oberthur, 1926
- Survivances françaises en Amérique : Canada et Antilles, Gap : Imp.-ed. Louis Jean, 1935
- Le Territorialisme de d’Argentré, [S.l.] : [s.d.], 1961

Civilisations comparées
- L’Est et l’Ouest : institutions du Japon et de l’Occident comparées : six études de sociologie juridique, Tokyo : Maison franco-japonaise, 1958 (prix Koenigswarter de l’Académie des sciences morales et politiques, synthèse de six études précédentes)
- Variations historiques sur l’idée de paix, Tokyo : Kasai publishing and printing, 1961

## Sources
- Bernard Frank et Jacques Boussard, « Frédéric Joüon des Longrais (24 avril 1892- 13 février 1975) », École pratique des hautes études. Annuaire 1975-1976,‎ 1976, p. 50-68 (lire en ligne)
- Barthélemy-Amédée Pocquet du Haut-Jussé, « Frédéric Joüon des Longrais (1892-1975) », Bibliothèque de l’école des chartes, t. 133,‎ 1975, p. 429-434 (lire en ligne)
- André Vernet, Annuaire-Bulletin de la Société de l’Histoire de France année 1974-1975, 180 p. (ISBN 978-2-35407-093-9, lire en ligne), p. 52-54
- (en) H. McAleavy, « Review of F. Joüon Des Longrais ’L’Est et L’Ouest: institutions du Japon et de l’Occident comparées’ », Bulletin of the School of Oriental and African Studies, vol. 25,‎ 1962, p. 420 (lire en ligne).